# Billy (Calvados)
Billy ist eine ehemalige französische Gemeinde mit 377 Einwohnern (Stand: 1. Januar 2013) im Département Calvados in der Region Normandie. Sie gehörte zum Arrondissement Caen und zum Kanton Troarn.
Die Gemeinde Billy wurde am 1. Januar 2017 mit Airan, Conteville, Fierville-Bray und Poussy-la-Campagne zur neuen Gemeinde Valambray zusammengeschlossen.

## Geografie
Billy liegt etwa 15 Kilometer südöstlich von Caen.
Umgeben wurde die Gemeinde Billy von den Nachbargemeinden Chicheboville im Nordwesten und Norden, Moult im Nordosten, Airan im Osten, Fierville-Bray im Süden, Poussy-la-Campagne im Südwesten und Westen sowie Conteville im Westen.

## Bevölkerungsentwicklung
| Jahr      | 1962 | 1968 | 1975 | 1982 | 1990 | 1999 | 2006 | 2013 |
| Einwohner | 277  | 210  | 218  | 282  | 325  | 317  | 330  | 377  |

Quelle: INSEE

## Sehenswürdigkeiten
- Ruinen der im Zweiten Weltkrieg zerstörten Kirche Saint-Symphorien aus dem 13. Jahrhundert und der Neubau von 1962

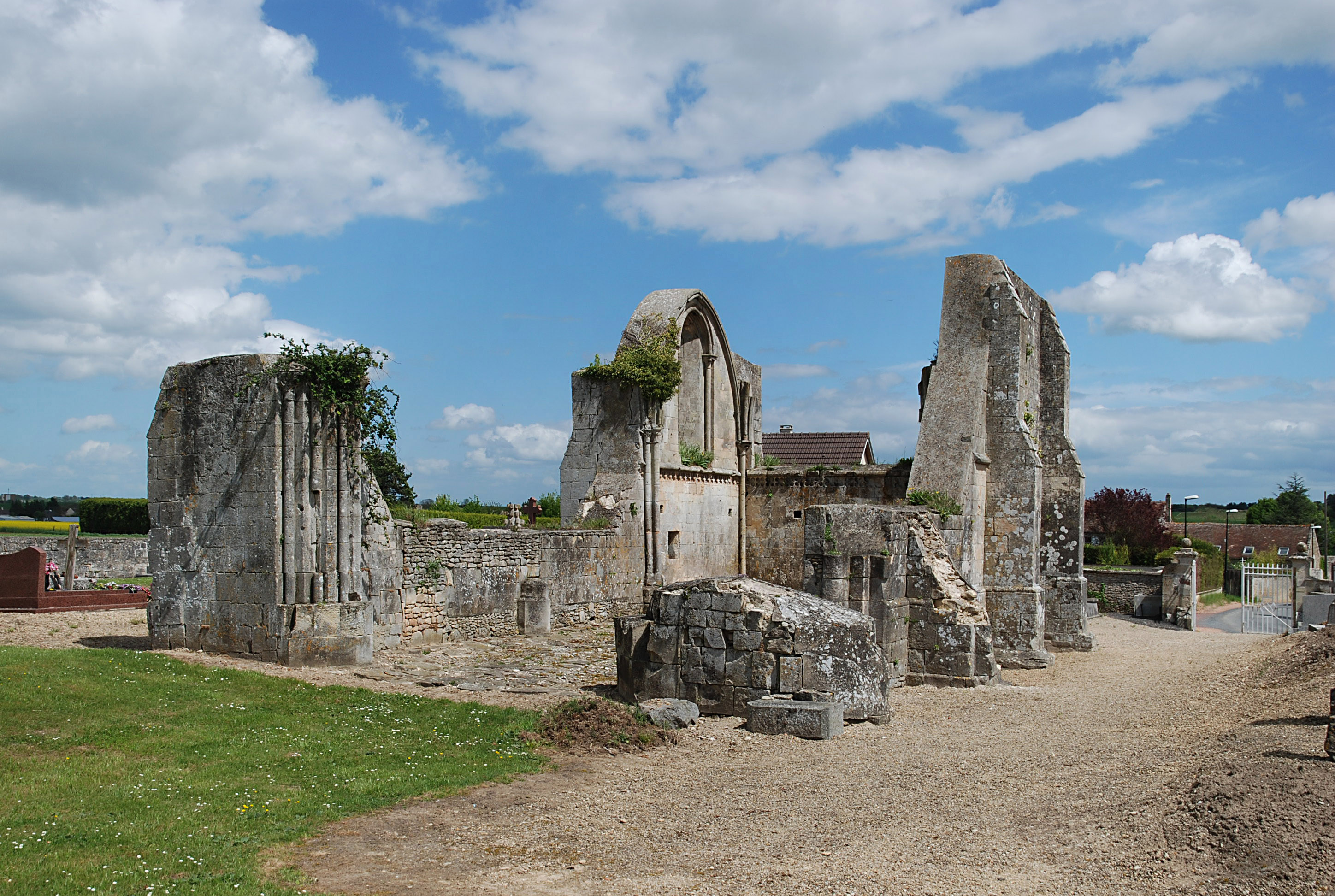
Ruine der Kirche Saint-Symphorien
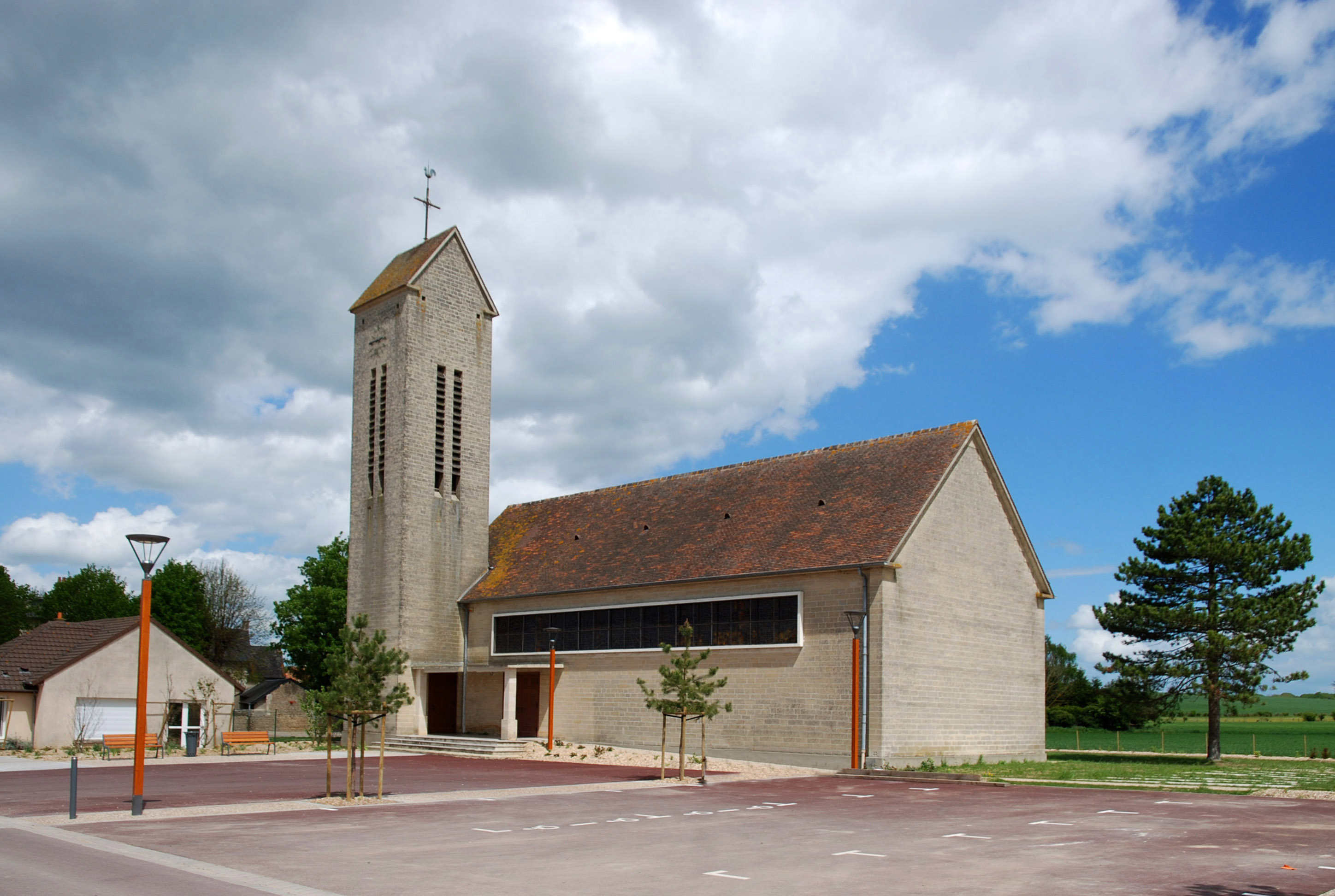
Kirche Saint-Symphorien (Neubau)